# Alessandro Mussolini
Alessandro Mussolini, detto Sandrein (Montemaggiore di Predappio, 11 novembre 1854 – Forlì, 19 novembre 1910) è stato un attivista e artigiano italiano, principalmente noto per essere stato il padre di Benito Mussolini (1883-1945).
Di orientamento politicamente riconducibile al socialismo rivoluzionario con simpatie di tipo nazionalista, fu anche un attivista politico. Di professione fabbro, esercitò una considerevole influenza sull'iniziale formazione politica del figlio, vicino alle posizioni del sindacalismo rivoluzionario e del socialismo.

## Biografia
Figlio di Luigi Agostino Gaspare Mussolini (1834-1908) e di Caterina Vasumi (1834-1905), nacque nella casa che nel 1849 aveva ospitato Giuseppe e Anita Garibaldi in fuga da San Marino verso le Valli di Comacchio. 
I suoi nonni paterni erano Luigi Giacomo Mussolini (1805-1842) e Maria Domenica Frignani, figlia di José Frignani e di Marie Therese Lauter, figlia di Johann Joseph Lauter (1782-1844) e di Elisabeth Legros di origine belga. 
Luigi Giacomo era a sua volta figlio di Giuseppe Domenico Gaspare Mussolini (1769-1822) e di Agnes Sophie Cossart, figlia del nobile francese Henry Frederick de Cossart de St. Aubin d'Espiez e di Catharine Emilie Faillard. 
Giuseppe Domenico Gaspare era figlio di Domenico Giacomo Antonio Mussolini (1730-1810) e di Maria Elisabetta Montagutti (1737-1806). Gli antenati maggiormente lontani del padre del futuro dittatore erano invece Paolo Mussolini (1702-1779) ed Elisabetta Bulgherelli. Paolo Mussolini era a sua volta figlio di Francesco Mussolini (1667-1727) e di Benedetta Tartagni che sono i primi antenati noti della famiglia Mussolini. I suoi nonni materni invece erano Francesco Vasumi e Marianna Mengazzi. 
Mussolini entrò in politica nel 1873, all'età di soli 19 anni, quale militante rivoluzionario socialista. Già l'anno successivo prese parte alle attività di sommossa nel paese di Predappio, località di nascita del figlio, futuro dittatore d'Italia. Divenne membro del governo locale e fu conosciuto alle autorità per le controversie che lo riguardarono sull'uso della violenza contro gli avversari politici, essendo irascibile e di temperamento sanguigno.
A riprova di questo, le sollecitazioni della polizia nei suoi confronti che lo avvertì di cessare le sue attività di distruzione delle proprietà e di minacciare gli avversari politici nel 1878. Fu arrestato nello stesso anno per il sospetto che avesse partecipato ad attività rivoluzionarie e rimase agli arresti domiciliari per ben quattro anni, fino al 1882, quando ebbe luogo il matrimonio con la borghese Rosa Maltoni.
Mussolini, essendo pienamente un socialista, riteneva che i mezzi di produzione dovessero appartenere allo Stato e che la società dovesse reggersi ed essere condotta da una classe dirigente composta da lavoratori. Inoltre, riteneva che andassero completamente riviste le modalità di lavoro e le condizioni in cui versavano i lavoratori. Coniugò una visione socialista con uno spiccato nazionalismo, spinto da un profondo sentimento di italiano, idealizzando figure come Carlo Pisacane, Giuseppe Mazzini e Giuseppe Garibaldi. Ebbe quindi una visione politica composta da elementi diversi che combinavano militarismo di stampo garibaldino, sentimento nazionalista mazziniano e socialismo umanitario.

## Vita privata
Il 25 gennaio 1882, una volta rilasciato dalle autorità locali che lo tenevano sotto controllo agli arresti domiciliari, sposò la maestra elementare e devota cattolica Rosa Maltoni (1858-1905). A differenza della moglie, Alessandro Mussolini non era credente e odiava la Chiesa cattolica; nonostante tali differenze i loro ideali non influirono sulla relazione matrimoniale e familiare. Il padre della sposa non vedeva però di buon occhio quest'unione e non approvò mai il matrimonio tra i due.
Il 29 luglio 1883 nacque il loro primogenito, il cui nome di battesimo Benito Amilcare Andrea era in onore del politico messicano Benito Juárez, di Amilcare Cipriani e di Andrea Costa. Benito Mussolini fu profondamente influenzato dalle idee politiche paterne, imparando a conoscere figure come Karl Marx, del quale il padre parlava; lo aiutò inoltre nel suo lavoro di fabbro. Successivamente nacque, l'11 gennaio 1885, il secondogenito, Arnaldo, così chiamato in onore di Arnaldo da Brescia. Infine, il 10 novembre 1888, nacque l'ultimogenita, Edvige. A causa delle sue idee politiche, Alessandro Mussolini ebbe spesso difficoltà a trovare un impiego, divenendo un alcolizzato.
Nel 1882 contribuì notevolmente all'elezione alla Camera dell'amico Costa. Nel 1889 fu eletto consigliere e quindi assessore nel Comune di Predappio, carica conquistata con 107 voti su 115 votanti. L'amministrazione socialista, di cui era parte, governò sino alla metà del 1893 e, dopo una temporanea interruzione, dalla metà del 1899 a quella del 1902. In questo periodo Alessandro Mussolini organizzò la prima cooperativa locale tra braccianti e collaborò con articoli e corrispondenze a vari giornali. In occasione delle elezioni comunali del luglio 1902 scoppiarono a Predappio alcuni tumulti e fu arrestato e detenuto, in attesa di processo, per sei mesi, sino a quando la Corte d'Assise di Forlì lo mandò assolto. La detenzione fiaccò però il suo fisico e nei mesi successivi la sua attività politica andò rapidamente diminuendo fino a cessare completamente.
Dopo la morte della moglie Rosa (1905), Alessandro Mussolini lasciò Predappio per lavorare come albergatore nella periferia di Forlì; lì frequentò una contadina vedova, Anna Lombardi, che aveva già corteggiato da giovane: particolare curioso è che la donna aveva cinque figlie e, tra esse, spiccava Rachele Guidi, futura moglie di Benito. Nel 1909 diede il permesso al figlio e a Rachele di fidanzarsi, anche perché il primo aveva minacciato di commettere un omicidio-suicidio in caso di risposta negativa. Sfibrato dal nuovo lavoro - in cui, saltuariamente, venne aiutato dal primogenito - e dal vizio del bere, morì appena dopo aver compiuto 56 anni.
È sepolto dal 1957 nella Cripta Mussolini nel Cimitero di San Cassiano a Predappio.